# Argia fissa
Argia fissa là một loài chuồn chuồn kim trong họ Coenagrionidae.
Argia fissa is in 1865 voor het eerst wetenschappelijk beschreven door Selys.